# Suzy Batkovic
Suzy Batkovic (Newcastle, Nueva Gales del Sur; 17 de diciembre de 1980) es una jugadora de baloncesto australiana. Ha conseguido 4 medallas en competiciones internacionales con Australia, entre Mundiales y Juegos Olímpicos.